# Parlamentswahl in Nordzypern 2013
Die vorgezogenen Parlamentswahlen in Nordzypern fanden am 28. Juli 2013 statt.
Die vorgezogenen Parlamentswahlen in der international nicht anerkannten Türkischen Republik Nordzypern waren notwendig geworden, nachdem die Regierung von Ministerpräsident İrsen Küçük im Mai 2013 die Mehrheit im Parlament verloren hatte. Acht Abgeordnete hatten seine Nationale Einheitspartei (UBP) verlassen und seine Regierung verlor am 5. Juni ein Misstrauensvotum im Parlament. Am 11. Juni 2013 beauftragte Präsident Derviş Eroğlu die Sozialdemokratin Sibel Siber eine Übergangsregierung zu bilden. Am 23. Juni 2013 wurde Sibel Siber zur Ministerpräsidentin einer Interimsregierung gewählt. Sie war die erste Frau in diesem Amt und konnte sich auf eine Regierung aus der Republikanisch Türkischen Partei (CTP), Demokratischer Partei (DP) und der Partei der gesellschaftlichen Demokratie (TDP) stützen.
Zu den vorgezogenen Parlamentswahlen traten insgesamt fünf Parteien an. Die Vereinigte Zypern-Partei (BKP) scheiterte jedoch an der 5-Prozent-Hürde.

## Ergebnis

Sitzverteilung 2013:
Cumhuriyetçi Türk Partisi (CTP): 21 Sitze
Ulusal Birlik Partisi (UBP): 14 Sitze
Demokrat Parti (DP): 12 Sitze
Toplumcu Demokrasi Partisi (TDP): 3 Sitze

| Cumhuriyetçi Türk Partisi (CTP, sozialdemokratisch) | 477 209 | 38,38 | 21 | +6  |
| Ulusal Birlik Partisi (UBP, nationalkonservativ)    | 339 864 | 27,33 | 14 | −12 |
| Demokrat Parti (DP, konservativ)                    | 288 021 | 23,16 | 12 | +7  |
| Toplumcu Demokrasi Partisi (TDP, Mitte-links)       | 92 110  | 7,41  | 3  | +1  |
| Birleşik Kıbrıs Partisi (BKP, sozialistisch)        | 39 127  | 3,15  | 0  | 0   |
| Unabhängige                                         |         | 0,56  | 0  | 0   |
| insgesamt                                           | 120 287 | 100   | 50 | 0   |
| Wahlberechtigte/Wahlbeteiligung                     | 172 803 | 69,61 | –  | –   |
| Quelle: IFES                                        |         |       |    |     |